# Ракетні катери типу «Хаміна»
Ракетні катери типу «Хаміна» — тип швидкісних ударних катерів ВМС Фінляндії. Вони класифікуються як «ракетні швидкісні кораблі» або ohjusvene, що буквально фінською мовою означає «ракетний катер». FAC Hamina базуються в Упінніемі та утворюють 7-му надводну бойову ескадру, частину Фінського прибережного флоту разом із мінними загороджувачами типів «Хямеенмаа», «Порккала» та «Пансіо».

## Концепція проєкту

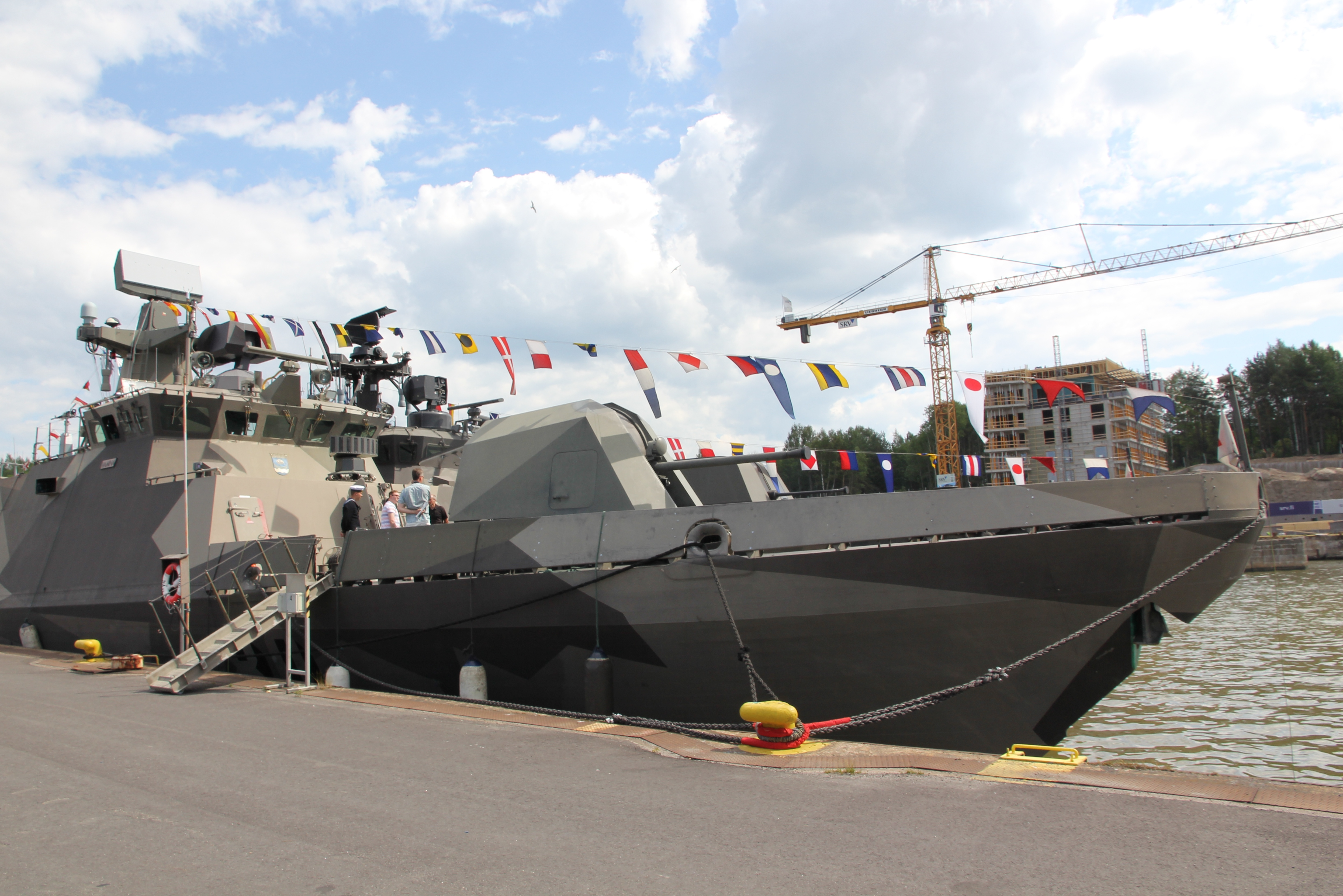
Хаміна (80)

Кораблі були побудовані в кінці 1990-х - початку 2000-х років і є четвертим поколінням фінських ракетних катерів. Перший катер  замовили у грудні 1996 року, а четвертий передали флоту 19 червня 2006 року. З моменту спуску на воду ракетних катерів типу «Гельсінкі»,  всі швидкісні ударні катери називають на честь фінських прибережних міст. Тип раніше також називали як Rauma 2000 за ім'ям попередника,  ракетних катерів типу «Раума».
Чотири катери об'єднанні ВМС Фінляндії у ескадру 2000 (фін. Laivue 2000). Спочатку ВМС Фінляндії розглядали кілька різних варіантів формування для нової ескадри, і початково повинні були бути побудовані лише катери типу «Хаміна» і чотири катери на повітряній подушці «Туулі». Після стратегічного перегляду ролі ВМС Фінляндії, склад ескадри 2000 також змінили Прототип типу «Туулі» ніколи не був повністю оснащений і не пристосований до експлуатації, а побудова трьох однотипних катерів була скасована. Натомість були побудовані ще два катери типу «Хаміна». Деяке обладнання, призначеним для «Туулі» використовується на «Хаміні». 
Ескадра досягла своєї повної боєздатності в 2008 році і значно покращила наземне та повітряне спостереження, а також можливості протиповітряної оборони ВМС Фінляндії. Їхній електронні засоби стеження також підвищують якість інформації, доступної військовому керівництву.